# Teresa Bartomeu Granell
Teresa Bartomeu Granell (Reus, 22 de desembre de 1889 - Barcelona, 20 d'agost de 1969) fou una esquiadora també coneguda com a Tissy Bartomeu.

## Biografia
Era filla de Josep M Bartomeu Baró, de Reus, i la barcelonina Teresa Granell i Manresa, d'una família d’industrials del vidre. Els dos fills del matrimoni, Teresa Bartomeu i el seu germà Josep, van anar a viure a Barcelona, on ella va introduir-se en l'ambient excursionista, i en un esport que aleshores era nou: l’esquí, en un entorn com el del CEC, que després d'haver-se iniciat amb la justificació d'objectius de recuperació cultural i històrica, es va obrir decididament a les activitats purament esportives.
La pràctica esportiva a la muntanya es va fer finalment accessible per a les dones de finals del segle xix. La primera especialitat a aparèixer va ser l'excursionisme, lligat a la recuperació de tradicions i costums populars, i posteriorment, durant la primera dècada del segle xx, va sorgir l'esquí, i en aquesta pràctica esportiva, com també en d'altres, les dones estrangeres van tenir un paper important arran dels bons resultats que obtenien gràcies a la llarga tradició i a la més àmplia experiència. Feia anys que en alguns països europeus les dones no només practicaven alguns esports sinó que, a més a més, hi competien. A Catalunya tot això va arribar més tard.
El 1911 va ser possible la primera prova femenina d'esquí a Catalunya. Posteriorment les curses d'esquí s'organitzarien d'acord amb la Fédération Internationale des Sociétés Pyrénnélistes. En les proves de 1916, Rosa Puig i Maria Rosich van ser les guanyadores i, l'any següent, Teresa Bartomeu Granell va guanyar el premi de la secció d'Esports de Muntanya, del Centre Excursionista de Catalunya. Des que va aconseguir la seva primera victòria podríem dir que Teresa Bartomeu no va parar de sumar-ne competició darrera competició. Aquell 1917, la cursa de 400 metres la guanyà Eva Illing, amb un temps d'1’40” 2/5 i Teresa Bartomeu quedà en segon lloc amb un temps de 2’20”. També hi va haver proves de luges (tipus de trineus), i en la cursa de 125 metres, Montserrat Fargas es classificà en primer lloc, amb un temps de 30” 3/5 i Teresa Bartomeu en el segon, amb un temps de 43” 4/5.
Amb la consecució d'aquests bons resultats de les esportistes catalanes, Eva Illing, Teresa Bartomeu Granell, Núria Armangué Feliu i Rosa Torras —que va participar com a tennista en les Olimpíades de París de 1924—, entre d'altres, van ser alguns dels noms que van obrir de bat a bat les portes dels esports de neu a altres dones. Tot i que de manera competitiva, els primers èxits de les esquiadores catalanes arribarien molts anys després, aquests vindrien encapçalats per Montserrat Corominas Vila, campiona d'Espanya d'eslàlom, eslàlom gegant i combinada, que el 1978 guanyà la Marxa Beret d'esquí de fons en la distància de vuit quilòmetres.
A banda de la seva carrera esportiva, Teresa Bartomeu va tenir una certa formació artística i musical a l'Escola Anglesa de Sant Jordi, com demostra la seva participació a l'Exposició d'art de Barcelona de l'any 1920, en la qual va presentar una sèrie d'objectes de cuir repujat, un braçalet d'argent repujat i una copa de vidre esmaltat, i com a alumna de piano de Carles Vidiella.

## Model i referència literària
El poeta Josep Carner va conèixer Tissy Bartomeu a La Garriga, on ella passava l'estiu a casa de la seva amiga Pilar Sunyol, filla d'Ildefons Sunyol. Un poema de Carner, «Cançó d'un doble amor», de Verger de les galanies, es refereix a totes dues noiesː
| « | L'amiga blanca m'ha encisat, també la bruna; jo só una mica enamorat de cadascuna. Estimo l'una, oh gai atzar! Estimo l'altra, oh meravella! Bella com l'una no m'apar, fora de l'altra, cap donzella. [...] | » |

I encara hi dedica un altre poema, datat al setembre de 1907, que porta per títol «A Tissy Bartomeu»:
| « | Perquè un diumenge, a sol ponent us acostàveu blanament sobre l’herbei de lleus colors, finat el ball, entre un plaent estol d’amigues bellugós, amor, amor, sóc amorós de vós. [...] | » |